# 中華民國駐泰國大使列表
本列表為中華民國駐泰王國歷任大使與代表名錄。兩國已無正式外交關係。

## 無邦交時期

### 代表機構
1975年7月1日，泰國與中華民國斷交。為維持兩國的實質關係，於對方首都互設具大使館功能的代表機構。1975年9月10日，中華民國於曼谷設立華航代表辦事處。
1980年2月14日，更名為駐泰國遠東商務處（The Far East Trade Office Bangkok, Thailand）。
1991年9月，復更名為駐泰國臺北經濟貿易中心（Taipei Economic and Trade Center in Thailand）。
1992年5月26日，又更名為駐泰國臺北經濟貿易辦事處（Taipei Economic and Trade Office in Thailand）。
1999年8月23日，再更名為駐泰國台北經濟文化辦事處（Taipei Economic and Cultural Office in Thailand）。

### 歷任代表（1975年至今）
| 姓名   | 任命              | 到任           | 免職           | 離任          | 外交銜級 對外名義 | 外交職務 本職職務 | 備註                                            | 備註 |
| ------ | ----------------- | -------------- | -------------- | ------------- | ----------------- | ----------------- | ----------------------------------------------- | ---- |
| 沈克勤 | 1975年10月28日    | 1975年9月7日   | 1980年2月14日  |               | 代表              | 代表              |                                                 |      |
| 沈克勤 | 1980年2月14日     | 1980年2月14日  | 1989年3月17日  | 1989年6月26日 | 代表              | 代表              | 兩度擔任                                        |      |
| 劉瑛   | 1989年3月18日     | 1989年6月17日  | 1994年2月8日   | 1994年4月21日 | 代表              | 代表              |                                                 |      |
| 許智偉 | 1994年2月8日      | 1994年4月17日  |                | 1998年        | 代表              | 代表              |                                                 |      |
| 黃顯榮 |                   | 1999年         | 2002年11月20日 | 2003年2月17日 | 代表              | 代表              |                                                 |      |
| 鄭博久 | 2002年11月20日    | 2003年2月17日  |                | 2007年1月16日 | 代表              | 代表              | 離任退休，原職由副代表吳建國暫代                |      |
| 烏元彥 | 2007年7月17日     | 2007年9月3日   | 2010年7月21日  | 2010年9月30日 | 代表              | 代表              |                                                 |      |
| 陳銘政 | 2010年7月22日     | 2010年9月30日  |                | 2015年7月     | 代表              | 代表 特命全權大使 | [ 註 1 ]                                        |      |
| 謝武樵 |                   | 2015年7月12日  |                | 2017年5月     | 代表              | 特命全權大使      |                                                 |      |
| 楊國強 | 2017年3月24日     | 未到任         |                |               | 代表              | 特命全權大使      | 宣誓就職前請辭                                  |      |
| 童振源 | 2017年6月28日     | 2017年7月22日  | 2020年5月6日   | 2020年5月20日 | 代表              | 特命全權大使      |                                                 |      |
| 李應元 | 2020年5月27日     | 2020年8月13日  | 2021年8月4日   | 2021年9月1日  | 代表              | 特命全權大使      | 2021年8月4日因病請辭、8月26日返國、11月11日病逝 |      |
| 莊碩漢 | 2022年6月13日     | 2022年7月31日  | 2023年6月21日  |               | 代表              | 特命全權大使      | 涉嫌性騷擾請辭                                  |      |
| 張俊福 | 2023年9月8日      | 2023年11月10日 | 2025年5月26日  | 2025年7月16日 | 代表              | 特命全權大使      |                                                 |      |
| 藍夏禮 | 2025年5月28日核定 | 2025年7月20日  |                | 現任          | 代表              | 特命全權大使      | 2025年6月23日宣誓                               |      |

## 外部連結
- 駐泰國臺北經濟文化辦事處（Facebook、Twitter）